# Nhà Bàng
Nhà Bàng là một phường thuộc thị xã Tịnh Biên, tỉnh An Giang, Việt Nam.

## Địa lý
Phường Nhà Bàng nằm ở trung tâm thị xã Tịnh Biên, có vị trí địa lý:
- Phía đông giáp các phường Nhơn Hưng và Thới Sơn
- Phía tây giáp phường An Phú
- Phía nam giáp phường Thới Sơn
- Phía bắc giáp phường Nhơn Hưng.

Phường Nhà Bàng có diện tích 6,09 km², dân số năm 2022 là 24.245 người, mật độ dân số đạt 3.981 người/km².

## Hành chính
Phường Nhà Bàng được chia thành 5 khóm: Hòa Hưng, Hòa Thuận, Sơn Đông, Thới Hòa, Trà Sư.

## Lịch sử
Trước đây, Nhà Bàng là một thị trấn thuộc huyện Tịnh Biên.
Thị trấn Nhà Bàng được thành lập vào ngày 10 tháng 5 năm 1986 theo Quyết định 56-HĐBT của Hội đồng Bộ trưởng trên cơ sở điều chỉnh 227,5 ha diện tích tự nhiên, 4.673 người của xã Thới Sơn và 311,5 ha diện tích tự nhiên, 2.548 người của xã Nhơn Hưng. Lúc bấy giờ, thị trấn này là huyện lỵ của huyện Tịnh Biên.
Ngày 19 tháng 4 năm 2012, huyện lỵ của huyện Tịnh Biên được dời từ thị trấn Nhà Bàng về thị trấn Tịnh Biên.
Ngày 13 tháng 2 năm 2023, Ủy ban Thường vụ Quốc hội ban hành Nghị quyết số 721/NQ-UBTVQH15 (nghị quyết có hiệu lực từ ngày 10 tháng 4 năm 2023). Theo đó, thành lập thị xã Tịnh Biên và thành lập phường Nhà Bàng thuộc thị xã Tịnh Biên trên cơ sở toàn bộ 6,09 km² diện tích tự nhiên, 24.245 người của thị trấn Nhà Bàng.

## Giáo dục
Một số cơ sở giáo dục trên địa bàn phường:
- Trường THCS Lê Hồng Phong
- Trường THPT Tịnh Biên.

## Giao thông
Các tuyến đường chính trên địa bàn phường:
- Đường Bàu Mướp
- Đường Nguyễn Sinh Sắc.

## Di tích
- Miễu Bà Chúa Xứ Bàu Mướp tọa lạc tại khóm Sơn Đông, phường Nhà Bàng, thờ Thánh Mẫu Tiên Nương. Năm 2012, ngôi miễu được công nhận là di tích lịch sử và danh lam thắng cảnh cấp tỉnh.

## Hình ảnh

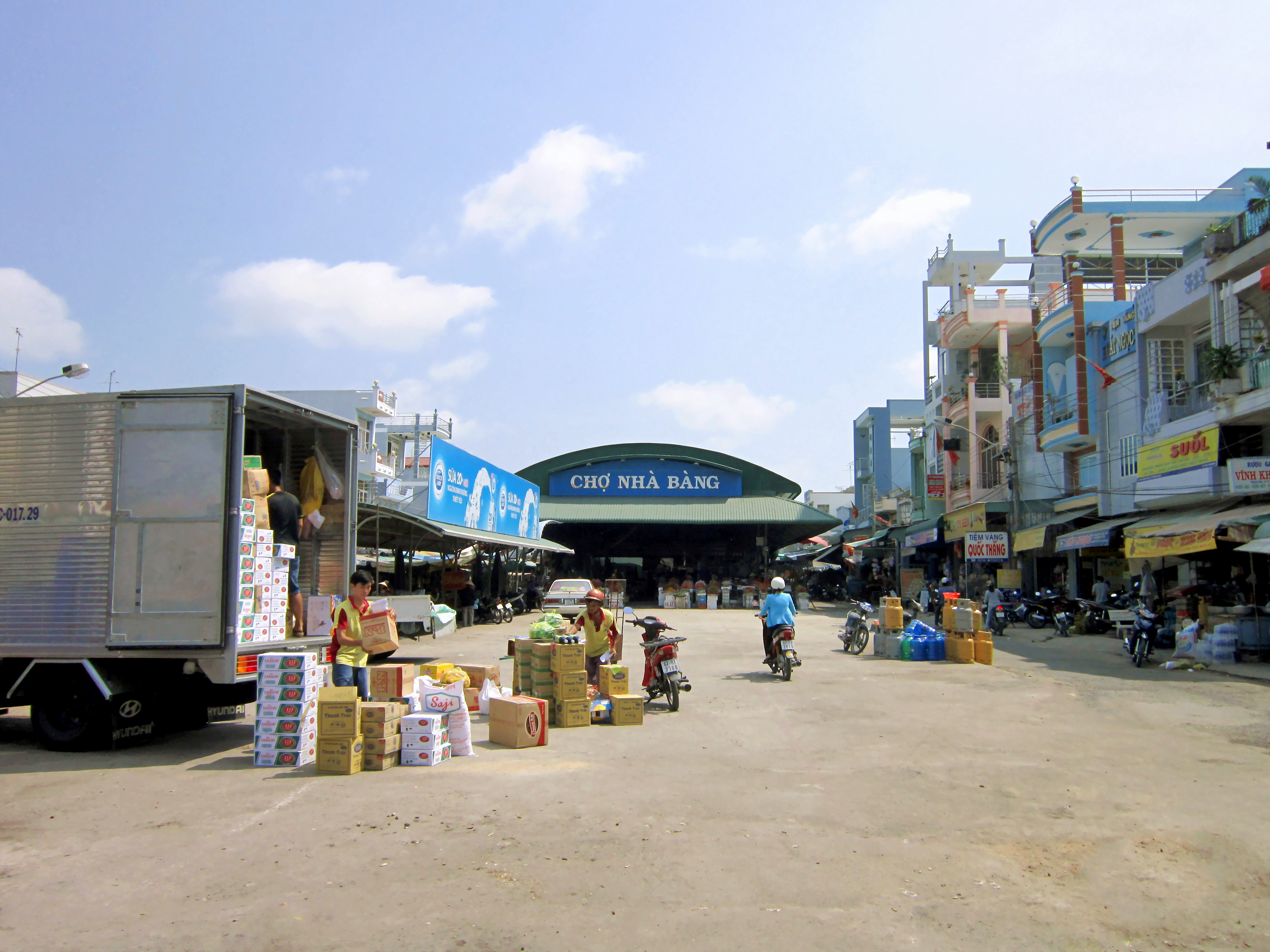
Chợ Nhà Bàng ở khóm Thới Hòa.
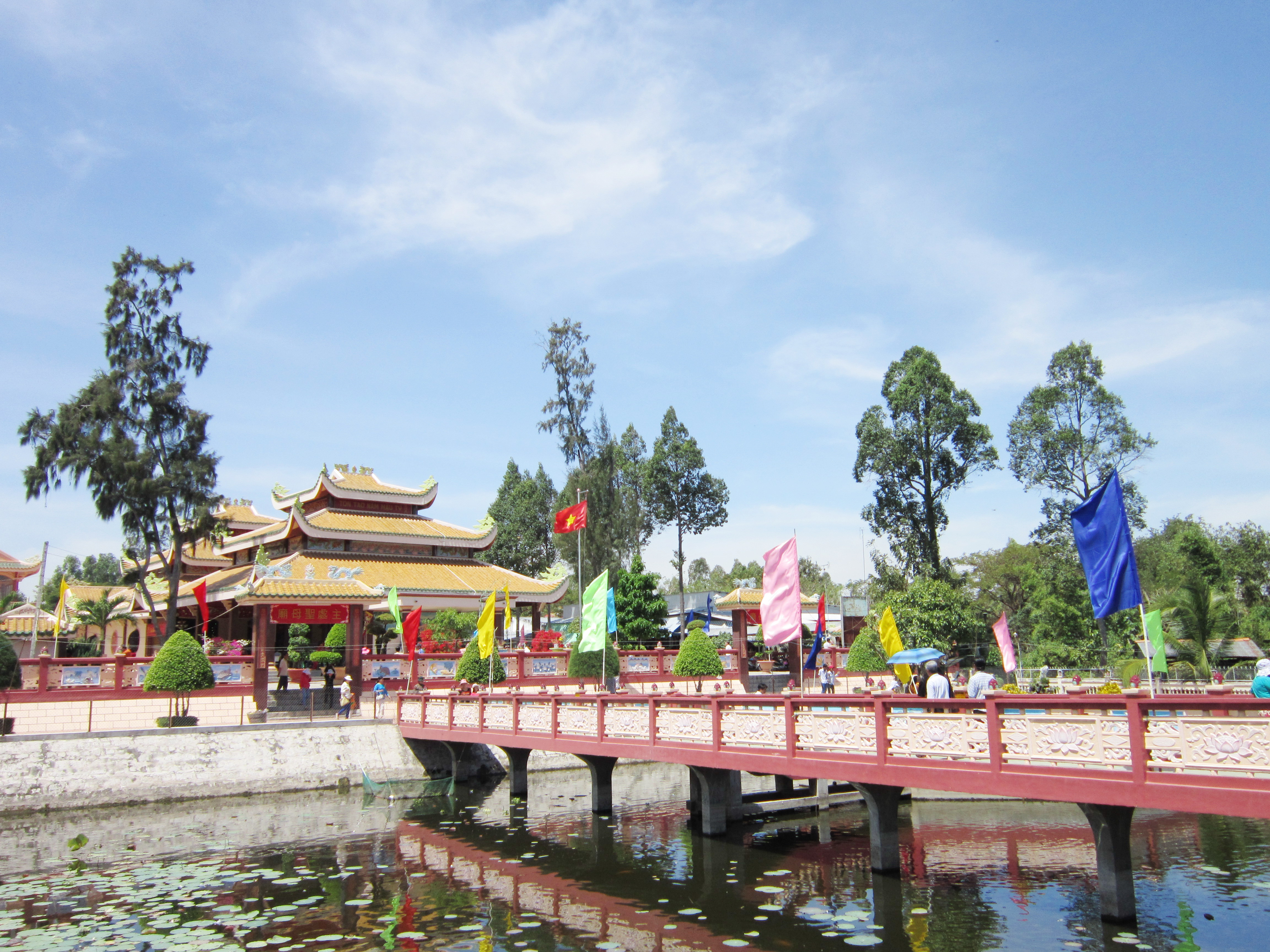
Miễu Bà Chúa Xứ Bàu Mướp
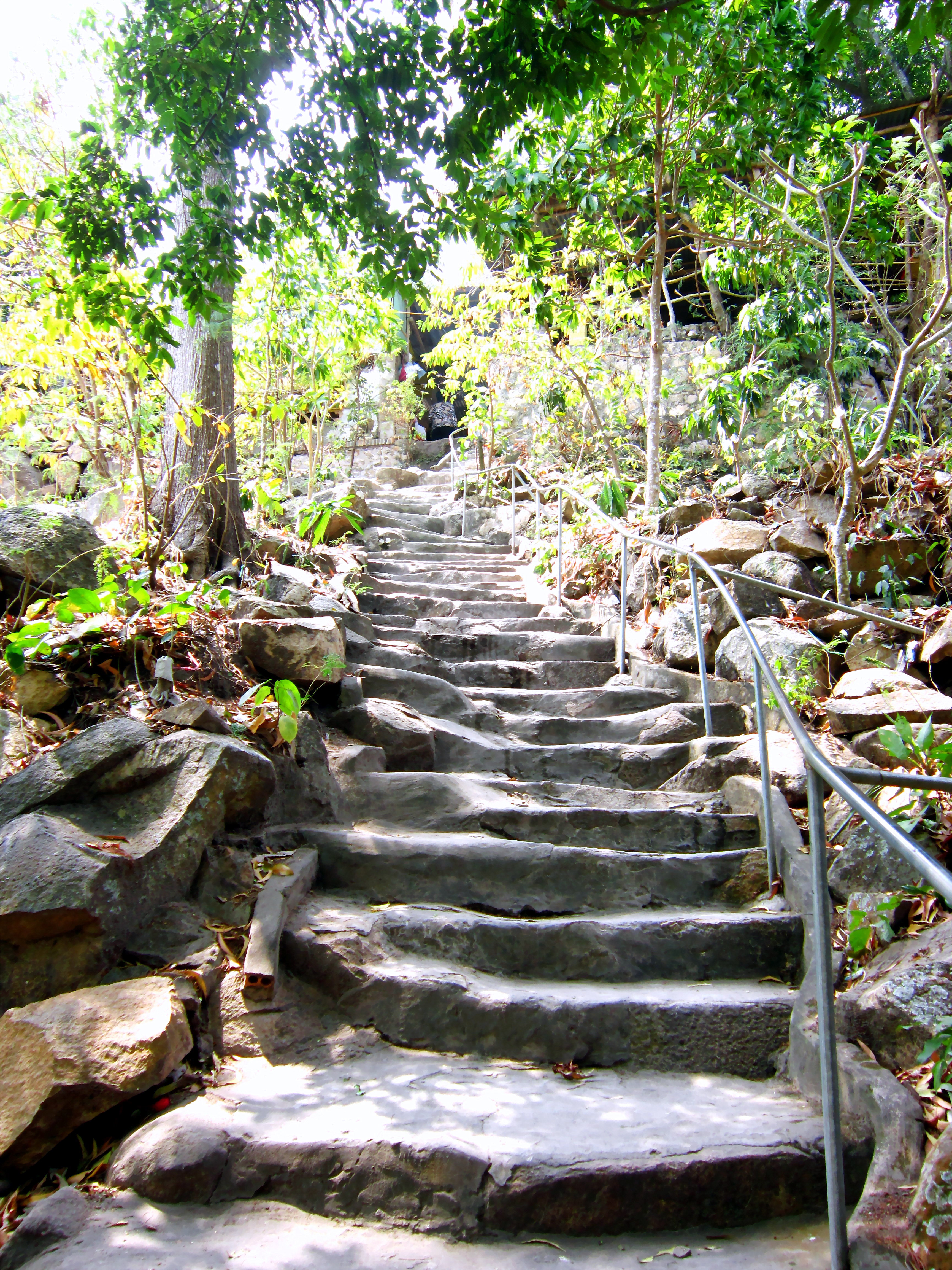
Đường lên đỉnh núi Trà Sư